# Cala del Plomo
La Rambla del Plomo, en el término municipal de Níjar (provincia de Almería, Andalucía, España), discurre al norte de la Rellana de San Pedro, desembocando en esta angosta cala a la que da nombre.
La cala está bordeada por calizas arrecifales de interesante valor geológico, catalogándose en el Plan de Ordenación de los Recursos Naturales del parque natural del Cabo de Gata-Níjar (2008) como un área litoral de esparcimiento con regulación especial (Zona B3). También la rambla se ve afectada por una regulación especial al estar considerada como área natural de interés general (Zona B1).

## Descripción

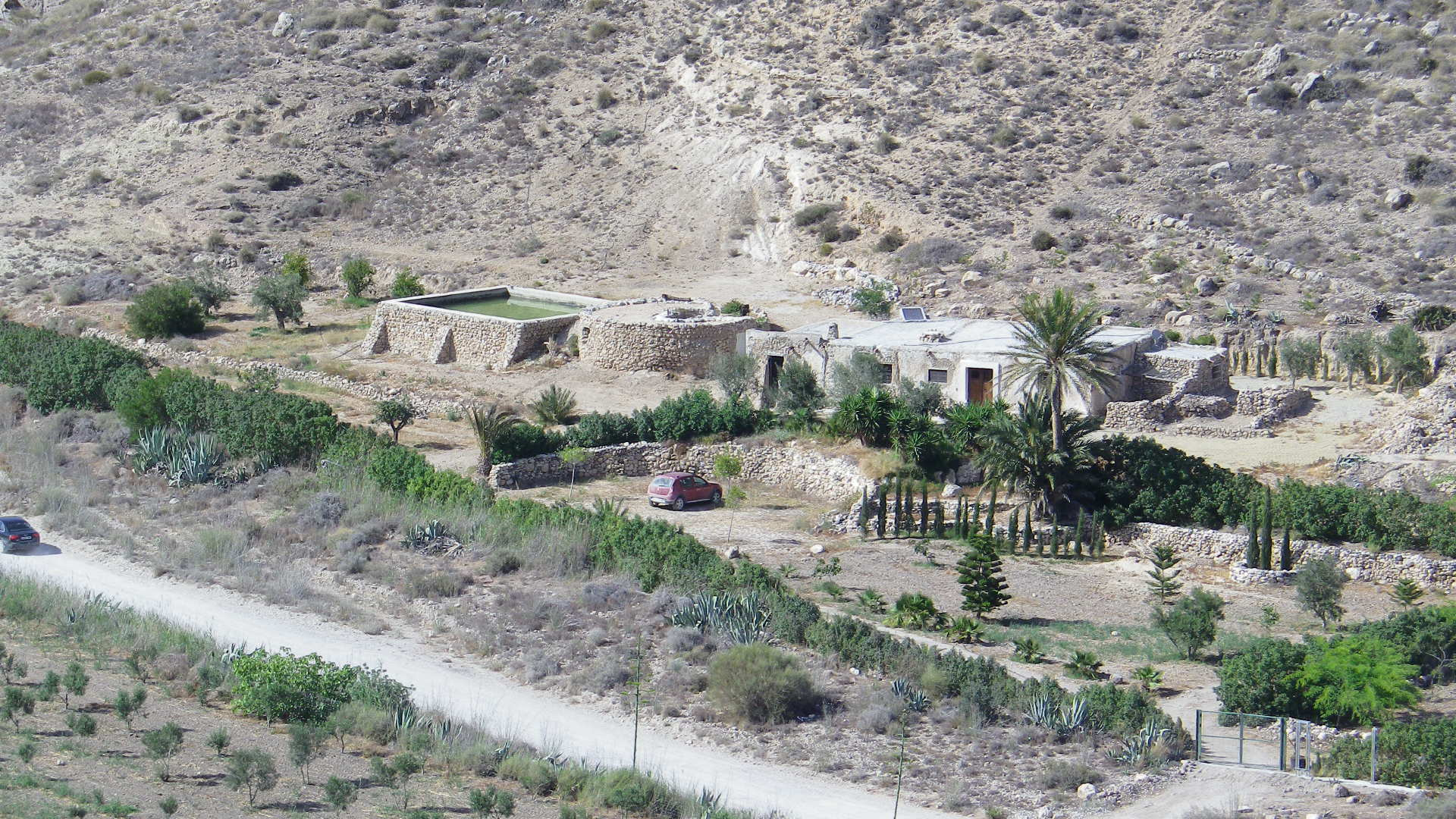
Cortijo de la Huerta de Enmedio.

Varios de los mejores ejemplos de la arquitectura rural levantina almeriense se hallan en este cauce, entre los cuales destaca el Cortijo de la Huerta de Enmedio, incluido en el Catálogo General del Patrimonio Histórico Andaluz.
También forma parte del catálogo, la noria de sangre del Cortijo del Plomo, un pozo de origen árabe que dio lugar a que los piratas berberiscos frecuentaran esta cala con el fin de aprovisionarse de agua y víveres de las huertas cercanas. Esto motivó que se construyera una atalaya en la Punta del Plomo durante el siglo XVI, inexistente en la actualidad.
Desde esta cala, podemos coger el camino señalizado que une las poblaciones de Agua Amarga y Las Negras. Siguiendo el sendero en dirección a Agua Amarga, nos encontraremos con su "hermana pequeña", la Cala de Enmedio, y si lo seguimos en dirección opuesta, hacia Las Negras, a través de las casas y buscando la subida, llegaremos a la Cala de San Pedro.
La cala del Plomo es un paraje natural donde desempeñar actividades tales como el buceo y el piragüismo por sus aguas tranquilas y transparentes.

## Galería

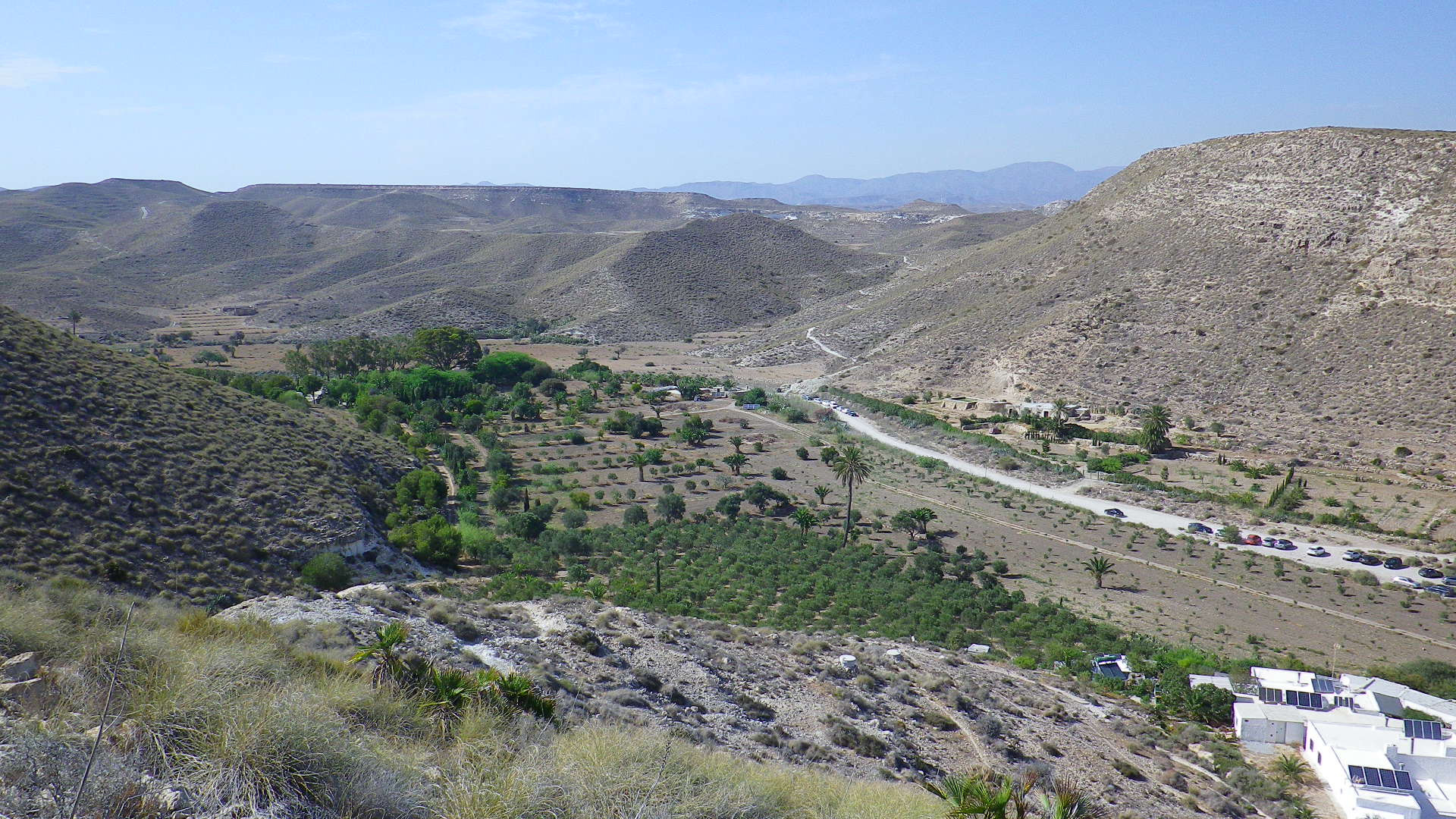
Rambla del Plomo, antes de la llegada a la Cala.
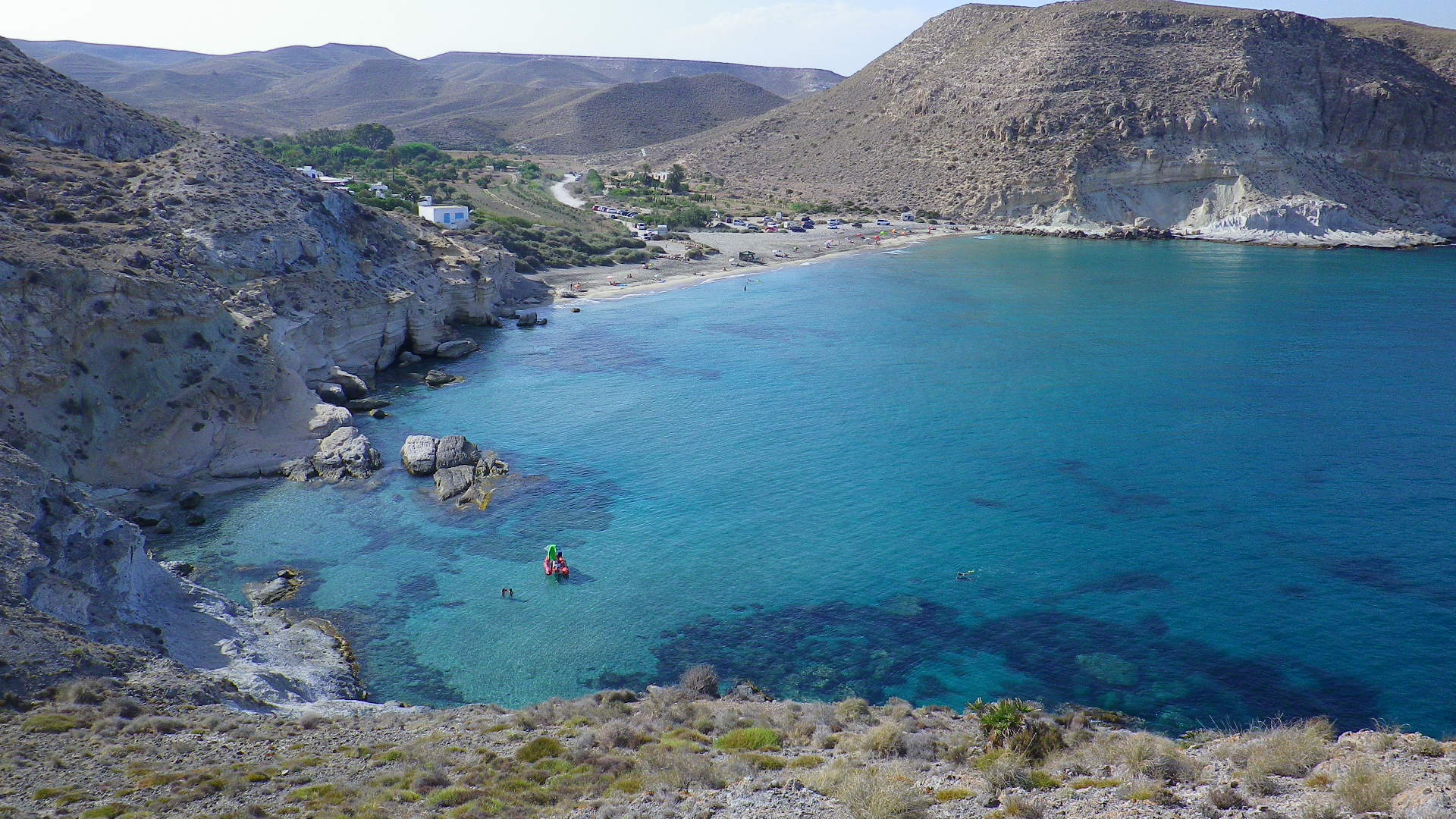
Cala del Plomo, desde el promontorio sur.
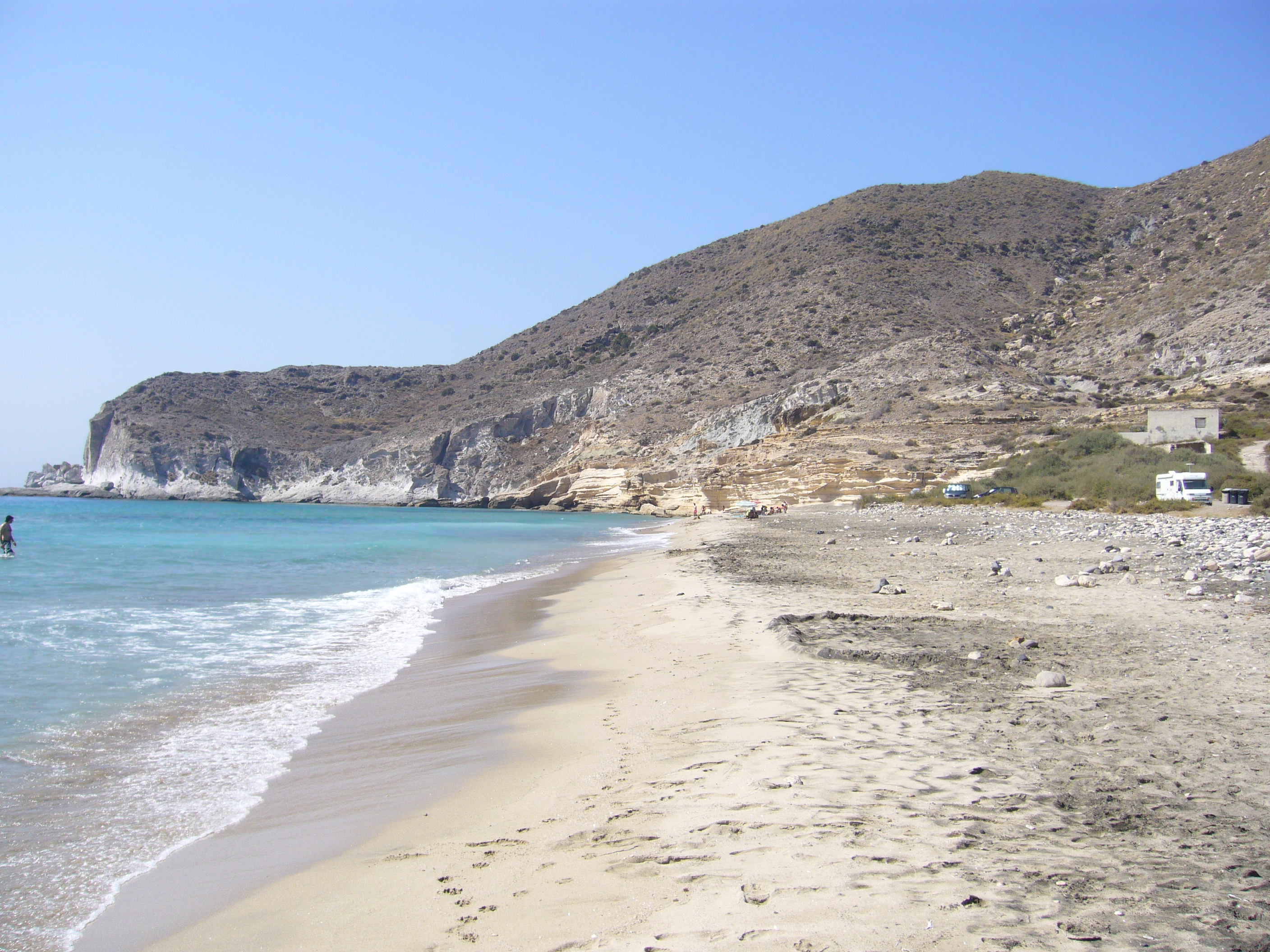
Cala del plomo.